# 대류권계면

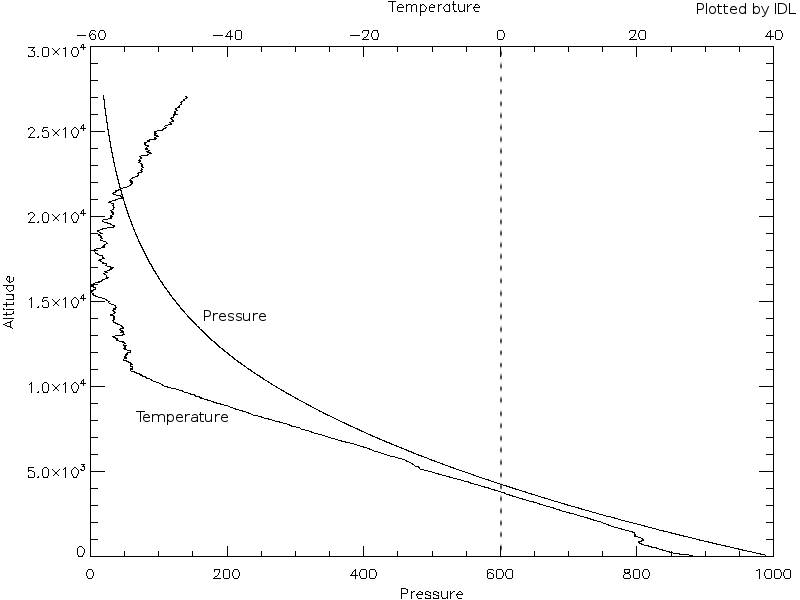
라디오존데로 측정한 기온 및 기압 그래프를 보면, 대류권에서 고도 상승에 따라 꾸준히 떨어지던 온도가 대류권계면에서 역전되어 성층권에서부터 고도가 상승하면 온도가 상승하는 것을 볼 수 있다.

대류권 계면 (對流圈界面)은 지구 대기권에서 대류권과 성층권의 경계 영역을 나타낸다. 일반적으로 10~11km의 고도에 위치하지만, 온도를 기준으로 하기 때문에 극지방에서는 7km, 열대방에서는 16km에 이른다. 표면으로부터 위로 갈수록 이 지점에서 공기는 차가워지는 것을 멈추고 거의 완전히 마르게 된다. 더 형식적으로, 대기의 이 지역에는 기온 저하율이 음의 값에서(대류권에서) 양의 값으로(성층권에서) 변한다. 이것은 평형 단계에서 일어나고, 대기에서 열역학적의 중요한 값이 된다. 세계 기상의 기구로부터 사용되는 정확한 정의는 다음과 같다: 가장 낮은 수준의 기온 저하율은 2°C/km 또는 더 작게 감소하고, 이 수준과 더 높은 수준 사이의 평균 기온 저하율은 2km 이내로 2°C/km를 초과하지 않는다. 대류권은 지구 대기권에서 가장 낮은 층이며, 날씨라고 불리는 기상 현상이 일어난다. 대류권은 지표면에서 시작하며, 높이는 위도에 따라 현격한 차이를 보인다. 대류권의 높이는 극지방에서는 평균 6 km 로 매우 낮으며, 적도 지방에서는 16-18 km에 이른다. 이 이상의 높이는 성층권이며, 대류권과 성층권 사이의 영역이 대류권 계면이 되는 것이다. 성층권은 대류권 계면에서 시작하며, 적도 지방의 경우 지표면으로부터 50 km 정도까지의 영역이다. 성층권에는 오존층이 존재한다.
대류권에서 온도는 고도가 상승함에 따라 급격히 하강하게 되며, 이러한 이유로해서 대류권이 좀 더 두꺼운 적도 지방의 대류권 계면에서의 온도(-75 °C가량)가 극지방의 대류권 계면에서의 온도(-45 °C가량)보다 낮게 된다.
대류권 계면의 위치는 대류권과 성층권에서의 단열 감률(온도의 감소율)을 측정하는 것으로 알아낼 수 있다. 대류권에서의 단열 감률은 평균 6.5 °C / 킬로미터이다. 즉 매 킬로미터 고도가 상승할 때마다 6.5도의 온도가 감소하는 것이다. 반면 성층권에서의 단열 감률은 음수이며, 음수값의 의미는 온도가 고도에 따라 상승한다는 것이다. 그러므로 대류권 계면이란 단열감률이 양수에서 음수로 바뀌는 지점, 즉 고도에 따라 온도가 감소하다가 증가하기 시작하는 영역이다. 세계기상기구의 대류권 계면에 대한 정확한 정의는 다음과 같다.
단열 감률이 2&nbsp;°C/km이하로 떨어지는 최저 고도. 단 위로 2 km 이내의 단열 감률 또한 평균 2&nbsp;°C/km를 넘어서는 안 됨.
단열 감률에 의한 정의 이외에도 잠재 소용돌이(potential vorticity)에 의한 대류권 계면의 정의도 있다. 세계적으로 통용되는 수치에 대한 정의는 없으나, 많은 경우에 대류권 계면은 2 PVU 나 1.5 PVU 표면에 있다고 언급된다. 여기서 PVU는 잠재 소용돌이 단위를 나타낸다. 이것의 출발점은 양의 값 또는 음의 값을 가질 것이고(예, 2와 -2PVU) 주어지는 표면은 죽의 반구체와 남의 반구체 각각에 위치한다. 구형의 대류권계면을 이 같은 방법으로 정의하기 위해서는 양의 값과 음의 값의 출발점으로부터 나타나는 두 개의 표면이 적도 가까이에서 일정한 위치 온도 표면과 같은 표면의 다른 유형을 사용하는 것을 결합하기 위해 필요하다. 이것은 또한 화학적인 구성성분의 개념에서 대류권계면을 정의하기에 가능하다. 예를 들어, 더 낮은 성층권은 높은 성층권에서보다 더 많은 오존의 농축을 가지지만 더 낮은 물의 증발 농축으로 적당한 한계를 사용할 수 있다. 대류권계면은 ‘단단한’ 경계가 아니다. 예를 들어 특히 열대지방의 강력한 뇌우는 더 낮은 성층권 안으로 지나쳐가고 짧은 진동의 수직적 진폭을 경험한다. 대부분의 상업적인 항공기는 대류권 계면 아래서 비행하고, 제트엔진은 더 낮은 온도에서 효율적이다.
대류권 계면은 고정되어 움직이지 않는 경계면이 아니다. 예로 적도 근방에서 생겨난 강력한 폭풍우는 하부 성층권에 격렬한 충격파를 전하며, 이는 몇 시간 단위의 저주파 진동을 유발한다. 이러한 세로축의 진동은 대기 및 해류에 영향을 미치는 저주파 대기 파열(波列, wave train)을 형성한다.

## 같이 보기
- 제트류